# Mănăstirea Orata
Mănăstirea Orata este o mănăstire ortodoxă din România situată în comuna Fundu Moldovei, județul Suceava.
Mănăstirea "Adormirea Maicii Domnului" din Orata s-a construit la insistențele și pe terenul locuitorului drept credincios Traian Pomohaci, fiul lui Ilie și al Aretei, în amintirea soției sale Reveca. La 15 octombrie 1948, într-o joi de dimineață s-a început fixarea temeliei cu un sobor de 7 preoți.
În vara anului 1950, meșterii din Botuș au început construcția în lemn. La această mănăstire s-a lucrat în zile de post, iar hrana muncitorilor era tot de post.
Sfințirea mănăstirii s-a făcut la 26 septembrie 1954, de către I.P.S. Mitropolit al Moldovei și Sucevei. Mănăstirea are hramul la 15 august, "Adormirea Maicii Domnului". Din anul 1960, această mănăstire a fost predată parohiei din Botuș, al cărei paroh era preotul Batariuc Gheorghe.
După transferarea întregului inventar parohiei din Botuș, la ordinul organelor superioare ale Partidului Comunist Român, călugării și călugărițele de la mănăstire au fost împrăștiați prin țară, iar chiliile și celelalte dependințe au fost demolate, iar o parte din materialul rezultat a fost folosit la construirea școlii cu 2 săli de clasă din satul Deluț.
La 6 iulie 1977, s-a început pictura interioară a mănăstirii. Pictura este efectuată în ulei de către Vasile Bârgovan, care a terminat această lucrare la data de 8 iulie 1982.
Din 1990, s-a redeschis schitul Orata, fiind stareț preotul călugăr Grigore, în total fiind 2-3 călugări. Ctitorul Traian Pomohaci a fost călugărit și după o lungă și grea suferință moare în 1993. Sub conducerea starețului Grigore se începe construirea unei capele-paraclis pentru slujbele de iarnă, împreună cu chiliile călugărilor. Beciul de sub chilii a fost săpat de către un echipaj Scout din Epinal - Franța, care a ajutat mult mănăstirea cât a fost stareț părintele Grigore.
În 1994, este transformată în mănăstire de călugărițe.